# 220 (tal)
220 är det naturliga talet som följer 219 och som följs av 221.

## Inom vetenskapen
- 220 Stephania, en asteroid.

## Inom matematiken
- 220 är ett jämnt tal.
- 220 är ett tetraedertal.[1]
- 220 är ett dodekaedertal.
- 220 är ett Erdős–Woodstal.
- 220 är ett Praktiskt tal.